# Encheloclarias
Encheloclarias — рід риб родини Кларієві ряду сомоподібних. Має 7 видів.

## Опис
Загальна довжина представників цього роду коливається від 6 до 16 см. Голова коротка. Очі маленькі. Є 4 пари вусів. Тулуб стрункий. Спинний плавець помірно довгий. Грудні та черевні плавці невеличкі. Відсутній нервний хребець, що підтримує жировий плавець. Анальний плавець дуже довгий. Хвостовий плавець короткий, невеличкий, доволі широкий.
Забарвлення темних кольорів: коричневого, чорного, сталевого.

## Спосіб життя
Зустрічаються в кислих торф'яних, болотистих водоймах, завалених корчами. Активні переважно у присмерку або вночі. Живляться дрібними водними безхребетними.

## Розповсюдження
Мешкають в областях південної Азії, переважно у М'янмі.

## Види
- Encheloclarias baculum
- Encheloclarias curtisoma
- Encheloclarias kelioides
- Encheloclarias medialis
- Encheloclarias prolatus
- Encheloclarias tapeinopterus
- Encheloclarias velatus